# الصالونات الثقافية العمانية
الصالونات الثقافية العمانية؛ تشهد حضورًا معرفيًا وثقافيًا يضاف إلى ما تقدمه المؤسسات الرسمية في سلطنة عمان ومؤسسات المجتمع المدني الأخرى المعنية بالثقافة، ويسعى كل صالون إلى تحقيق طموحات تنعكس على الوعي المجتمعي ونشر الثقافة في ربوع الوطن.

## أهمية الصالونات الثقافية العمانية
1. تعمل على استدامة العمل الثقافي في البلد.
2. يدعم الحركة النقدية والأدبية في سلطنة عمان.
3. تساعد في نشر الفكر التنويري وتعتبر مصدر إشعاع فكري وثقافي وأدبي من أجل إبداء الرأي والنقد بالطريقة البناءة[2]
4. تقديم زاد من المعرفة في المجالات المختلفة.

## أنواع الصالونات الثقافية
• صالونات فكرية: تعنى بالقضايا الفكرية البحتة، وتتميز بالحضور الأكاديمي النخبوي.
• صالونات اجتماعية: تستهدف الحضور الاجتماعي، من خلال طرحها للموضوعات العامة والقضايا الاجتماعية، وتميل إلى التكريم والحضور الإعلامي.
• صالونات متخصصة: مختصة في مجال معين مثل:المجالات التاريخية، أو الاقتصادية، أو القانونية، أو غيرها، وتقتصر على حضور شريحة ذات اهتمام مشترك.
• صالونات أدبية: تستقطب أصحاب الشأن الأدبي كالشعراء والنقاد والكتاب وغيرهم من عُشاق الأدب وفنونه.

## الوصلات الخارجية
- الصالونات الثقافية ودورها في نشر ثقافة الحوار
- الصالونات الثقافية تكافح لاستكمال مسيرتها.. وهذه أبرز التحديات